# (31194) 1997 YQ16
(31194) 1997 YQ16 là một tiểu hành tinh vành đai chính. Nó được phát hiện qua chương trình tiểu hành tinh Beijing Schmidt CCD ở trạm Xinglong ở tỉnh Hồ Bắc, Trung Quốc ngày 24 tháng 12 năm 1997.